# Sterculia apetala
Sterculia apetala är en malvaväxtart som först beskrevs av Nikolaus Joseph von Jacquin, och fick sitt nu gällande namn av Karst.. Sterculia apetala ingår i släktet Sterculia och familjen malvaväxter. Utöver nominatformen finns också underarten S. a. elata.

## Bildgalleri

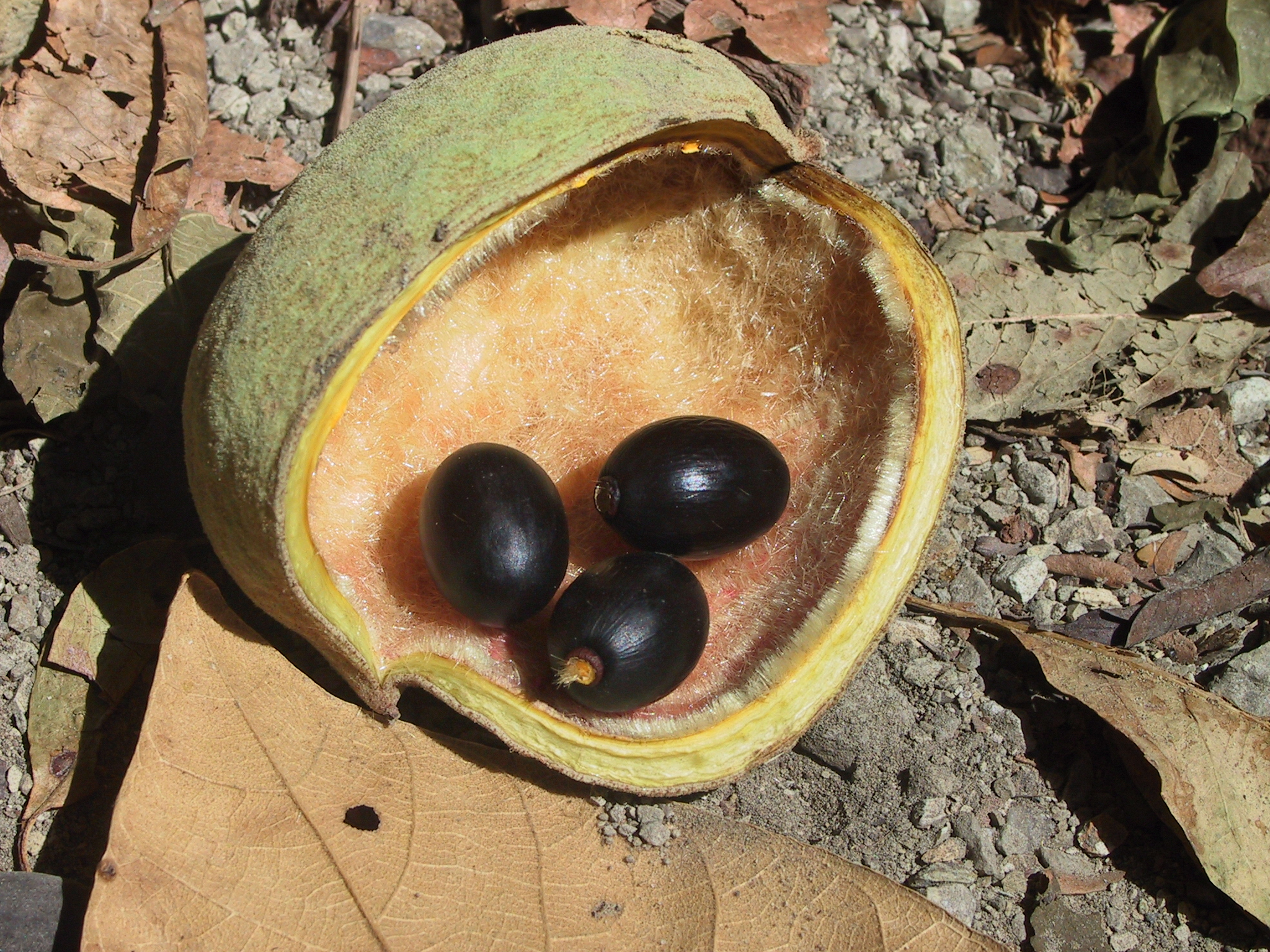